# Bensoniella oregona
Bensoniella oregona ist die einzige Pflanzenart der Gattung Bensoniella in der Familie der Steinbrechgewächse (Saxifragaceae). Sie kommt im nordwestlichen Nordamerika nur in Oregon sowie Kalifornien vor.

## Beschreibung

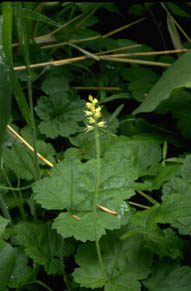
Habitus

### Vegetative Merkmale
Bensoniella oregona wächst als ausdauernde krautige Pflanze und erreicht Wuchshöhen von 19 bis 45 Zentimetern. Sie bildet weder Rhizome noch Stolonen. Der unterirdische Teil des Stängels besitzt schuppenförmige Niederblätter. Der aufsteigende bis aufrechte, drüsig behaarte Stängel besitzt keine Laubblätter. Die in einer grundständigen Blattrosette zusammen stehenden Laubblätter sind in Blattstiel und Blattspreite gegliedert. Der drüsig behaarte Blattstiel ist 2 bis 15 Zentimeter lang. Die 2 bis 5 Zentimeter lange Blattspreite ist kreis- bis herzförmig mit herzförmiger Basis und fiedernervig. Der Blattrand setzt sich aus fünf bis neun schwachen, gerundeten Lappen zusammen, die ungleichmäßig gekerbt sind. Die Blattoberfläche ist drüsig behaart; besonders lange Trichome befinden sich entlang der Blattadern. Es sind Nebenblätter vorhanden.

### Generative Merkmale
Die Blütezeit reicht von Mai bis August. In einem und spärlich und nach oben hin zunehmend drüsig behaarten, 20 bis 40 Zentimeterm langen, traubigen Blütenstand stehen an weniger als 1 mm langen Blütenstielen 15 bis 30 Blüten. Es sind keine Hochblätter vorhanden.
Die schwach zygomorphen Blüten sind zwittrig und fünfzählig mit doppelten Perianth. Der 2 bis 4 mm lange, glockenförmige, gelblich-weiße bis grüne, kurz drüsig behaarte Blütenbecher (Hypanthium) ist bis ein Drittel mit dem Fruchtknoten verwachsen; der freie Bereich ist 0,5 bis 0,8 mm lang. Die fünf länglichen Kelchblätter sind gelblich-weiß bis grün und 1,5 bis 2,5 mm lang und an den Rändern kurz drüsig behaart. Die fünf purpur- oder rosafarbenen Kronblätter sind schmal lanzettlich bis länglich (threadlike, sometimes coiled), 1,5 bis 2 mm lang und ungelappt; manchmal fehlen sie. Es ist nur der äußere Kreis mit  fünf Staubblättern vorhanden; sie sind 3 mm lang und überragen die Kronblätter. Der eindrittel-unterständige Fruchtknoten ist einkammerig. Die Samenanlagen sind vollkommen verwachsen und die Plazentation ist parietal. Die zwei 2 bis 3 mm langen Griffel ragen über die Kronblätter hinaus und enden jeweils in einer Narbe.
Die kugelige, zweischnabelige Kapselfrucht ist braun und enthält 40 bis 50 Samen. Die dunkel-braunen Samen sind länglich bis ellipsoid, selten 1,8 bis, meist 2 bis 2,7 mm lang und glatt. Die Samen sind im August reif.      
Die Chromosomengrundzahl beträgt n = 7. 

## Vorkommen
Das Verbreitungsgebiet von Bensoniella oregona beschränkt sich auf das Gebiet von der Klamath Mountain Provinz und Coast Mountains im südwestlichen Oregon (Douglas County) bis zum nordwestlichen Kalifornien (Humboldt County), wobei die nur sechs kalifornischen Fundorte mit einem Abstand von 176 km isoliert sind vom übrigen Verbreitungsgebiet mit 86 Fundorten. 
Bensoniella oregona gedeiht auf feuchten Wiesen, in Sumpfgebieten und schattigen Nadelwäldern, bevorzugt also feuchte Standorte. Sie wächst in Höhenlagen von 1000 bis 1600 Metern. 

## Systematik
Mit der Art Bensoniella oregona (Abrams & Bacig.) C.V.Morton wurde 1965 der Gattungsname Bensoniella durch Conrad Vernon Morton in Leaflets of Western Botany, Volume 10 (11), S. 181 aufgestellt. Der neue Gattungsname ersetzt Bensonia und Bensonia oregona veröffentlicht in Leroy Abrams und Rimo Charles Bacigalupi: Contributions from the Dudley Herbarium, 1 (3), 1929, S. 95–96, Tafel 5, f. 1., der den Gattungsnamen fossiler Pflanzen Bensonia Buckman, veröffentlicht in Outline of the Geology of the Neighbourhood of Cheltenham, 1845, S. 93 blockierte. Dies entspricht den Regeln des International Code of Botanical Nomenclature von 1965. Diese Art wurde nach einem Exemplar beschrieben das 1916 von J. W. Thompson in „Snow Camp“ in den Siskiyou Mountains in Curry County, Oregon gesammelt wurde. Die Pflanze wurde von der Botanikerin Lilla Irvin Leach entdeckt, die sich von 1915 bis 1945 auf die Flora in Oregon spezialisiert hatte.
Der Gattungsname Bensoniella ehrt den Botaniker Gilbert Thereon Benson (1896–1928), der an der Stanford University tätig war. Das Artepitheton oregona bezieht sich auf den Fundort und Hauptverbreitung in Oregon.